# سیارک ۵۵۱
سیارک ۵۵۱ (به انگلیسی: 551 Ortrud، نامگذاری:1904PM) پانصد و پنجاه و یکمین سیارک کشف شده‌است که در ۱۶ نوامبر ۱۹۰۴ و در هایدلبرگ کشف شد.
قدر مطلق سیارک برابر ۹٫۵۷ است.